# مسجد مرسين القديم
مسجد مرسين القديم هو مسجد عثماني تاريخي يقع في مدينة مرسين في تركيا.

## التاريخ
بني المسجد عام 1870 لصالح والدة السلطان العثماني عبد المجيد الأول، تم ترميمه في عام 2008 من قبل المديرية العامة للأوقاف والسياحة.
يعد من أقدم المساجد في مرسين ولا يزال قيد الاستخدام ويُطلق عليه المسجد القديم، تبلغ مساحة المسجد والفناء حوالي 600 متر مربع.